# Schwerer Proviantwagen 05
Der Schwere Proviantwagen 05 (1905) (später umbenannt in Schwerer Feldwagen 05 (1914) und Schwerer Feldwagen (Hf. 2)) war ein vierspänniges oder sechsspänniges Pferdefuhrwerk, sehr selten zweispännig, welches 1905 in die Armee eingeführt wurde und bis zum Ende des Zweiten Weltkriegs zum Einsatz kam.

## Entwicklung
Der frühere leichte Feldwagen C/95 n/K war ein Truppen- und Trainfeldgerät, welches ein geringes Leergewicht und große Tragfähigkeit, gute Lenkbarkeit und angemessene Laderaumvolumen für die Truppe bereitstellte. Diese Eigenschaften wurden genommen und man versuchte diese an einen Proviantwagen umzusetzen, um die alten Proviantwagen C/67, C/73 und C/87 zu ersetzen. Im Jahr 1905 wurde der neue schwere Proviantwagen 05 offiziell eingeführt und die Bauart entsprach der des leichten Proviantwagen C/95 n/K. Jedoch waren die Teile stärker und größer mit einer günstigeren Schwerpunktlage.

## Technische Daten
Der schwere Proviantwagen 05 gleicht von seiner Bauart dem leichten Proviantwagen 95 n/K, allerdings waren die Teile in den Abmessungen größer und stärker. Der Wagen war ein zweiachsiges Fahrzeug, welche mit einem Protznagelsystem ausgestattet war. Es gab ein Vorder- und einen Hinterwagengestell mit einem Wagenkasten in der Mitte. Diese drei Teile wurden durch die Protzverbindungen zusammengehalten.
Die Teile des Vorderwagengestells bestanden aus einer Achse mit zwei Holzspeichenrädern und Stahlnabe. Weiterhin gehörten die Deichselarme mit Protznagel, Hinterbracken und Ortscheiten dazu. Damit sich die Vorderachse in Kurven drehen konnte, war diese an einem Lenk- und Gleitkranz angebracht. Dies ermöglichte einen Lenkungswinkel von 52° und einen Biegungswinkel von −16° bis +18°. Um diese Lenkbarkeit zu erreichen, hatte der Wagenkasten vorn abgeschrägte und hinten gerade Seitenwände.
Der schwere Proviantwagen 05 hatte im Wagenkasten ein Laderaumvolumen von 2 Kubikmeter. Um eine verbesserte Steifigkeit des Fahrzeugs zu erreichen, waren Ecksäulen, Bleche und Beschläge angebracht worden. Die vordere Wand des Wagenkasten war fest verbaut und diente dem Fahrer auf dem Bocksitz gleichzeitig als Rückenlehne. Die hintere Wand konnte für eine einfachere Beladung herausgenommen werden. Der Bocksitz war ein Sitzkasten mit einer Klapptür in dem Teile wie die Einheitslaterne, Zubehör und Vorratssachen untergebracht werden konnten. Für einen bequemeren Sitz des Fahrers oder auch Beifahrers gabs en an beiden Seiten Lehnbügel und für die Füße ein Fußbrett. Um die Ladung vor der Witterung schützen zu können, gab es ein wetterfeste Plane. An den Außenseiten fanden Schanzzeug oder Ersatzmaterial Platz.

## Produktion
Der schwere Proviantwagen 05 war in seiner Herstellung sehr aufwendig und auch teuer, bei einem Preis von 1.500 bis 1.800 Reichsmark. Hauptsächlich bestand der Wagen aus Eschenholz, die Verstärkungen jedoch aus Metall.
| Firma                                                                                                  | Ort             |
| --- | --------------- |
| Fahrzeugbau Dittmann GmbH                                                                              | Berlin-Wittenau |
| Marktstrahler & Barth                                                                                  | Karlsruhe       |
| August Voges Wagenfabrik                                                                               | Hannover-Linden |
| Landeslieferungsgenossenschaft des Sattler-, Tapezierer- und Posamentierhandwerks Sachsen-Anhalt eGmbH | Magdeburg       |

## Einsatz

### Einsatz im Kaiserreich
Die ersten Fahrzeuge wurden den schweren Proviantkolonnen der Armeekorps mit jeweils 27 Proviant- und Vorratswagen zugeteilt. Ab März 1906 wurden dann bei der Kavallerie vierspännige Kavallerie-Stabspackwagen 05 eingeführt. Auch bei den Bäckereikolonnen als Reservewagen 05 oder bei denn Sanitätseinheiten als schwerer Sanitätsvorratswagen fand der schwere Feldwagen 05 Verwendung. Während des Ersten Weltkrieges erhielten zahlreiche neu aufgestellte Artillerie-Munitionskolonnen den schweren Feldwagen 05.

### Einsatz bei der Reichswehr
Nach dem Ersten Weltkrieg, am 2. Februar 1919, äußerte sich das Kriegsministerium zum schweren Feldwagen 05 wie folgt:

„Der schwere Feldwagen 05 scheidet, weil er zu großes Eigengewicht hat, aus dem Heeresgerät aus.“

Umgesetzt wurde das jedoch nicht und somit übernahm die Reichswehr dieses Fahrzeug. Ab dem 1. April 1921 gehörte der schwere Feldwagen 05 zum allgemeinen Heergerät. In den Festungs-Fahreskadron wurde der Feldwagen als schwerer Packwagen mit Feldschmiede genutzt. 1928 nutzten die Munitionskolonnen den Feldwagen als sechsspännigen Munitionswagen, jedoch nur als Gerätewagen, denn 1926 sollten die Feldwagen durch den Einheitsdiesel ersetzt werden.

### Einsatz bei der Wehrmacht

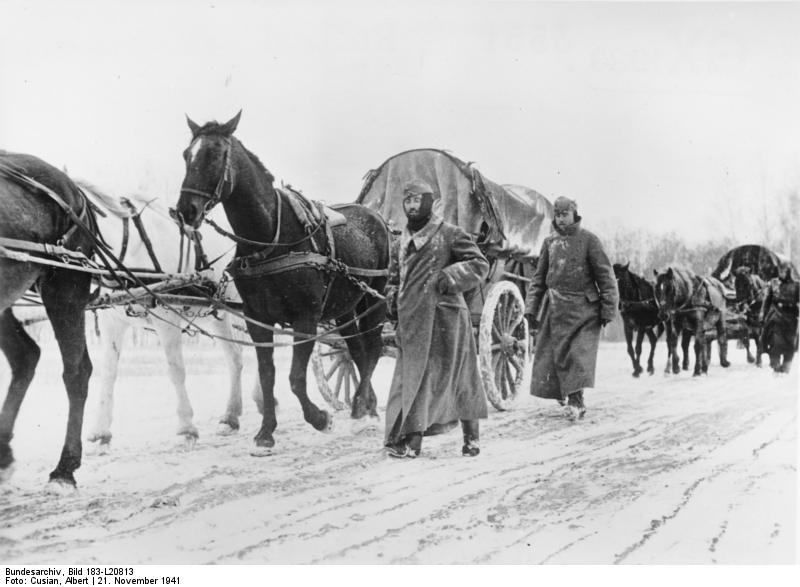
Ein schwerer Feldwagen (Hf. 2) im Winter an der Ostfront.

Auch die neu gegründete Wehrmacht nutzte den schweren Feldwagen weiter. Im Jahr 1937 erhielten die leichten und schweren Feldhaubitzbatterien jeweils sechs schwere Feldwagen (Hf. 2). Gemäß der Kriegsstärkenachweise (kurz. KStN) wurde auch im Jahr 1941 der schwere Feldwagen aktiv eingesetzt. So gehörten zur Fahrzeugausstattung der Stabsbatterien der leichten Artillerieabteilungen ein vierspänniger schwere Gefechtswagen (Hf. 2) (KStN Nr. 582 vom 1. November 1941). Zum Gefechtstross der Gefechtsbatterien gehörte immer ein vierspänniger Vorratswagen (Hf. 2), zum Verpflegungstross ein vierspänniger Verpflegungswagen (HF. 2) und zum Gepäcktross ein vierspänniger Gepäckwagen (HF. 2) (KStN Nr. 433 vom 1. November 1941).
Nach den Erfahrungen, welche die Wehrmacht während des Überfall auf Polen 1939 erlangt hatte, war der Verpflegungswagen (Hf. 2) bei der bespannten Artillerie zu klein. Auch wünschte sich die Truppe eine Stahldeichsel anstatt der aus Eschenholz. Auch zeigte sich in den folgenden Jahren, dass der schwere Feldwagen (Hf. 2) zu schwer war. In einer Anlage aus der Auswertung der Erfahrung Winterkrieg an der Ostfront vom 16. Mai 1942 heißt es, der Wagen sei:

„völlig ungeeignet, weil zu schwer.“

Ein weiterer negativer Punkt war, dass die Herstellung des Wagens zu aufwendig und teuer sei und die Verwendung an die Verfügbarkeit von Zugpferden gebunden sei. Aus diesem Grund wurde in den letzten zwei Kriegsjahren der schwere Feldwagen (Hf. 2) immer öfter durch Ersatzfeldwagen oder Panjewagen wie dem Pleskau 2 ersetzt.

## Ausführungen des Hf. 2
Nach einer vom Aufstellung vom April 1943 wurde der schwere Feldwagen (Hf. 2) noch in den folgenden Varianten verwendet:
| Bezeichnung                    | Verwendung bei                                                                | Preis            | Bemerkungen                               | Foto |
| ------------------------------ | ----------------------------------------------------------------------------- | ---------------- | ----------------------------------------- | ---- |
| Schwerer Gefechtswagen (Hf. 2) | Artillerie                                                                    | 1.600 Reichsmark |                                           |      |
| Gefechtswagen (Hf. 2)          | Artillerie                                                                    |                  |                                           |      |
| Gepäckwagen (Hf. 2)            | Artillerie                                                                    |                  |                                           |      |
| Gerätwagen (Hf. 2)             | Pioniere                                                                      |                  |                                           |      |
| Lastwagen (Hf. 2)              | alle Waffen                                                                   |                  |                                           |      |
| Munitionswagen (Hf. 2)         | Artillerie                                                                    |                  | zum Teil als Ersatz für Af. 4 und Af. 5   |      |
| Packwagen (Hf. 2)              | Kavallerie                                                                    |                  |                                           |      |
| Verpflegungswagen (Hf. 2)      | Artillerie Infanterie Kavallerie Pioniere Nachrichteneinheiten Sanitätsdienst |                  | bei der Infanterie nur in M. G.-Kompanien |      |
| Vorratswagen (Hf. 2)           | Artillerie                                                                    |                  |                                           |      |
| Wirtschaftswagen (Hf. 2)       | alle Waffen                                                                   |                  |                                           |      |

## Lackierung
Die ersten Fahrzeuge hatten keine Lackierung bekommen und wurden farblos ausgeliefert. Mit der Verordnung Nummer 36 vom 23. Januar 1908 hieß es, dass alle Fahrzeuge des Truppen- und Trainfeldgeräts in Zukunft bei Neubeschaffung oder neuem Anstrich in Feldgrau (RAL 6006) lackiert werden sollten. Mit der Vorschrift D. 476/1 vom 22. Mai 1936 sollten nun alle Fahrzeuge in den Farben dunkelgelb (RAL 7028), gelbbraun (RAL 8000) und olivgrün (RAL 6003) gestrichen werden. Auch gab es Wagen die nur in dunkelgelb oder ganz in weiß (RAL 9001 und 9002) gestrichen wurden.

## Ausstellungen

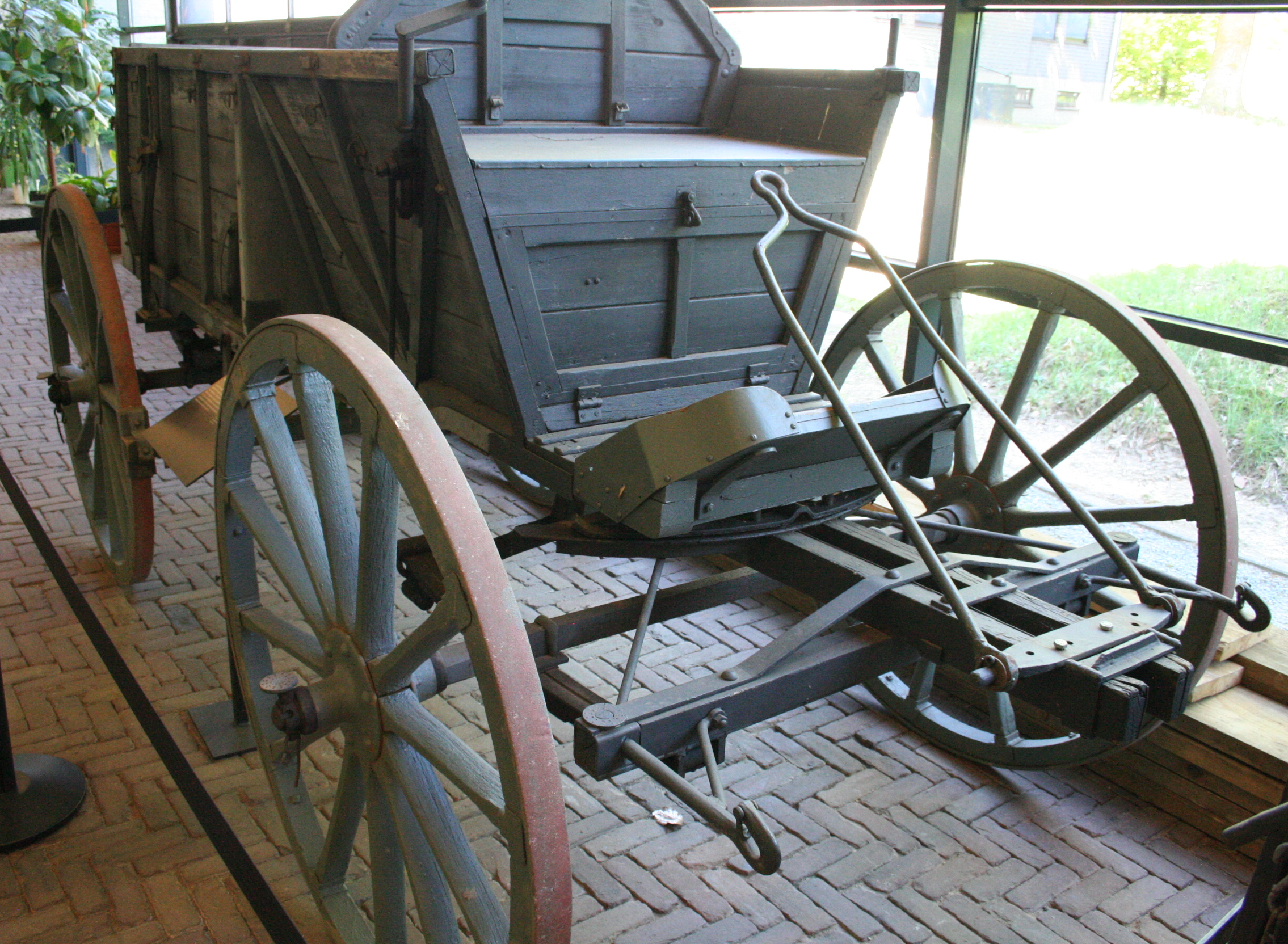
Schwerer Feldwagen (Hf. 2) im Museum in Overloon.

Ein schwerer Feldwagen (Hf. 2) ist im Kriegsmuseum Overloon in Overloon ausgestellt.